# George Washington Parke Custis

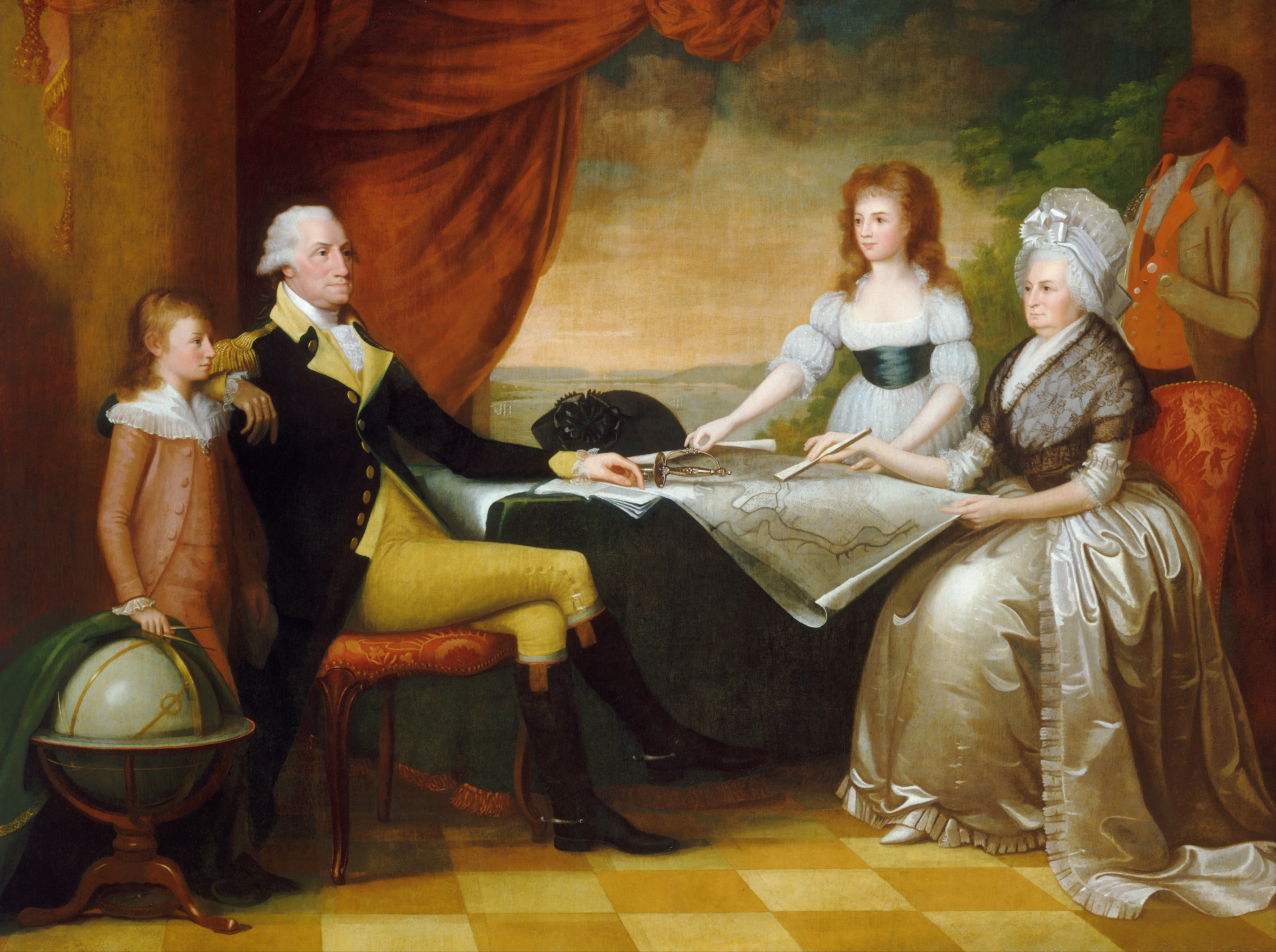
The Washington Family von Edward Savage (1789–96) zeigt George Washington Parke Custis als Kind zusammen mit George und Martha Washington sowie seine Schwester Nellie.

George Washington Parke Custis (* 30. April 1781 in Mount Airy, Maryland; † 10. Oktober 1857 in Arlington) war ein amerikanischer Schriftsteller, Redner und Agrarreformer. Er war der Stiefenkel und Adoptivsohn von George Washington und Erbauer von Arlington House.

## Leben

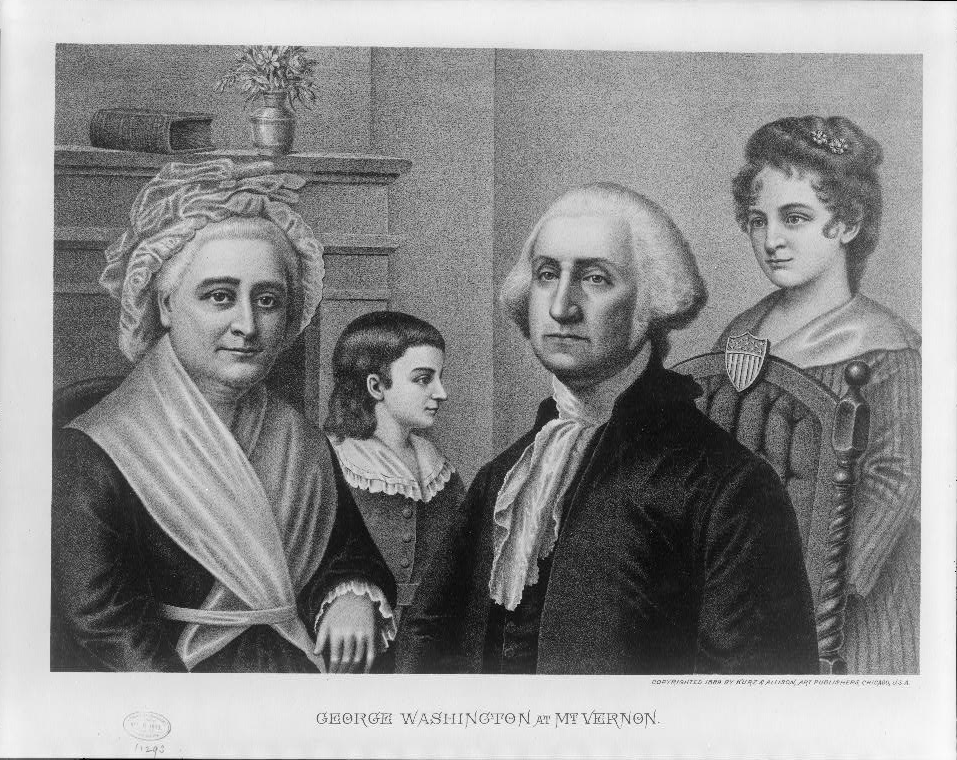
George und Martha Washington – der Junge im Hintergrund ist wahrscheinlich George Washington Parke Custis

The Arms of the Barons Baltimore

Custis war der Sohn von Eleanor Calvert Custis Stuart und John Parke Custis. Durch seine Mutter war Custis ein Urenkel von Charles Calvert, 3. Baron Baltimore und von Henry Lee of Ditchley. Außerdem war er der Enkel von Martha Washington. Sein Vater war deren Sohn aus ihrer ersten Ehe mit Daniel Parke Custis. John Parke Custis starb im November 1781, als "Wash" noch ein Kind war. Er und seine Schwester Nelly wuchsen daraufhin auf dem Landsitz Mount Vernon bei George und Martha Washington auf. Ihre beiden älteren Schwestern Elizabeth und Martha blieben bei ihrer Mutter und deren zweitem Ehemann Dr. David Stuart in Alexandria, die zusammen noch weitere sieben Kinder bekamen.

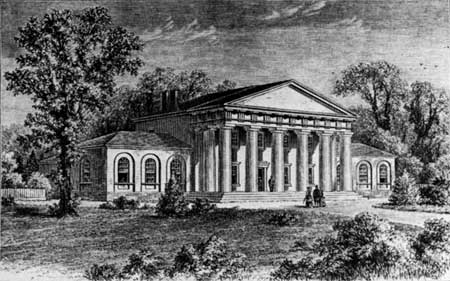
Vorderansicht von Arlington House, um 1861, veröffentlicht 1875

Wash und Nelly waren acht und zehn Jahre alt, als sie 1789 mit ihren Großeltern nach New York City zogen, um dort im Präsidentschaftshaushalt zu wohnen. Nach dem Wechsel der nationalen Hauptstadt lebte die Familie von 1790 bis 1797 in Philadelphia. Wash Custis besuchte das College of New Jersey (heute Princeton University) und das St. John’s College in Annapolis in Maryland, graduierte aber nicht.
Mit seinem 21. Geburtstag erbte Custis eine große Summe Geld, Land und Sklaven aus dem Besitz seines Vaters und Großvaters, sowie aus dem Erbe seiner Großmutter und seines Stiefgroßvaters. Dieses Erbe beinhaltete zudem über 80 Sklaven aus dem Besitz seines Vaters John Parke Custis, 35 Mitgiftsklaven aus Mount Vernon, die zum Besitz von John Parke Custis gehört hatten, Elisha, die einzige Sklavin die Martha Washington selbst gehört hatte und weitere 40 Sklaven erbte er nach dem Tod seiner Mutter 1811. Beinahe sofort begann er mit dem Bau von Arlington House, auf einem Hügel oberhalb des Potomac River, direkt gegenüber der National Mall in Washington, D.C. Es dauerte 16 Jahre, bis das Haus fertiggestellt war, welches als Erinnerungsstätte für George Washington gedacht war.
Am 7. Juli 1804 heiratete er Mary Lee Fitzhugh. Von ihren vier Kindern überlebte nur eine Tochter, Mary Anna Randolph Custis. Sie heiratete am 30. Juni 1831 in Arlington House Robert Edward Lee.
1799 wurde Custis zum Cornet der United States Army und zum aide-de-camp (persönlicher Adjutant) von General Charles Cotesworth Pinckney ernannt. Während des Britisch-Amerikanischen Krieges 1812 diente er als Freiwilliger bei der Verteidigung von Washington, D.C. bei der Schlacht bei Bladensburg.

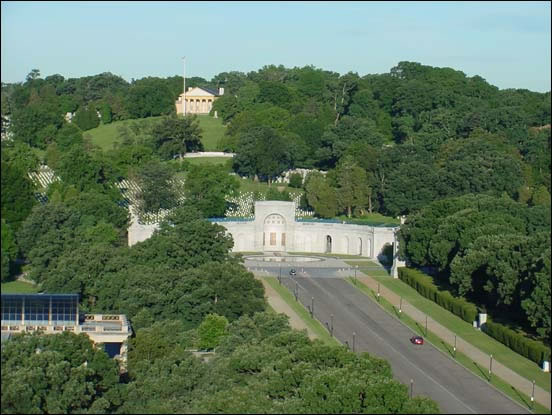
Memorial Drive und der Eingang zum Arlington National Cemetery, Arlington House ist erkennbar auf dem Hügel dahinter

Custis war ein bemerkenswerter Redner und Dramatiker. Zwei Ansprachen die während des Krieges von 1812 entstanden fanden nationale Verbreitung: 1812 Oration by Mr. Custis, of Arlington; with an Account of the Funeral Solemnities in Honor of the Lamented Gen. James M. Lingan und 1813 The Celebration of the Russian Victories, in Georgetown, District of Columbia; on the 5th of June, 1813. Von Custis Stücken wurden zwei veröffentlicht The Indian Prophecy; or Visions of Glory (1827) und Pocahontas; or, The Settlers of Virginia (1830). Weitere seiner Stücke waren The Rail Road (1828), The Eighth of January, or, Hurra for the Boys of the West! (ca. 1830), North Point, or, Baltimore Defended (1833) und Montgomerie, or, The Orphan of a Wreck (1836). Außerdem veröffentlichte er eine Serie von biographischen Essays über seinen Adoptivvater, welche gesammelt unter dem Titel Recollections and Private Memoirs of Washington von seiner Tochter nach seinem Tod veröffentlicht wurden. 1853 besuchte der Autor Benson John Lossing Custis in Arlington.
Als Custis 1857 starb, übernahm sein Schwiegersohn Robert E. Lee die Kontrolle über die 200 Sklaven auf den drei Plantagen von Custis: Arlington, White House in New Kent County und Romancoke in King William County. Nach dem letzten Willen von Custis waren die Sklaven freizulassen, wenn sie sich innerhalb von fünf Jahren von seinen Erben freikauften.
Nach dem Ausbruch des Bürgerkrieges wurde Arlington von der Unionsarmee aus strategischen Gründen zur Sicherung des Flusses und des Kapitols konfisziert. Dass es ab 1864 zu einem Friedhof für die Gefallene wurde, lag an Montgomery C. Meigs, der unter Lee in der U.S. Army gedient hatte und seinen ehemaligen Kameraden hasste, der jetzt gegen die Nordstaaten kämpfte. Arlington ist heute ein Nationalfriedhof und National Memorial. Von Custis ursprünglich als Gedenkstätte zu Ehren Washingtons gedacht, ist es heute das Robert E. Lee Memorial, es steht unter der Schirmherrschaft des National Park Service und ist für die Öffentlichkeit zugänglich.